# Wendy Izaguirre
Wendy Magdiel Izaguirre Gonzalez (ur. 25 listopada 1969) – wenezuelska zapaśniczka w stylu wolnym. Czterokrotna medalistka mistrzostw świata, złoty medal w 1992. Zdobyła dwa medale mistrzostw panamerykańskich, złoto w 1997. Mistrzyni igrzysk Ameryki Środkowej i Karaibów w 1998 roku.